# Christina Thürmer-Rohr

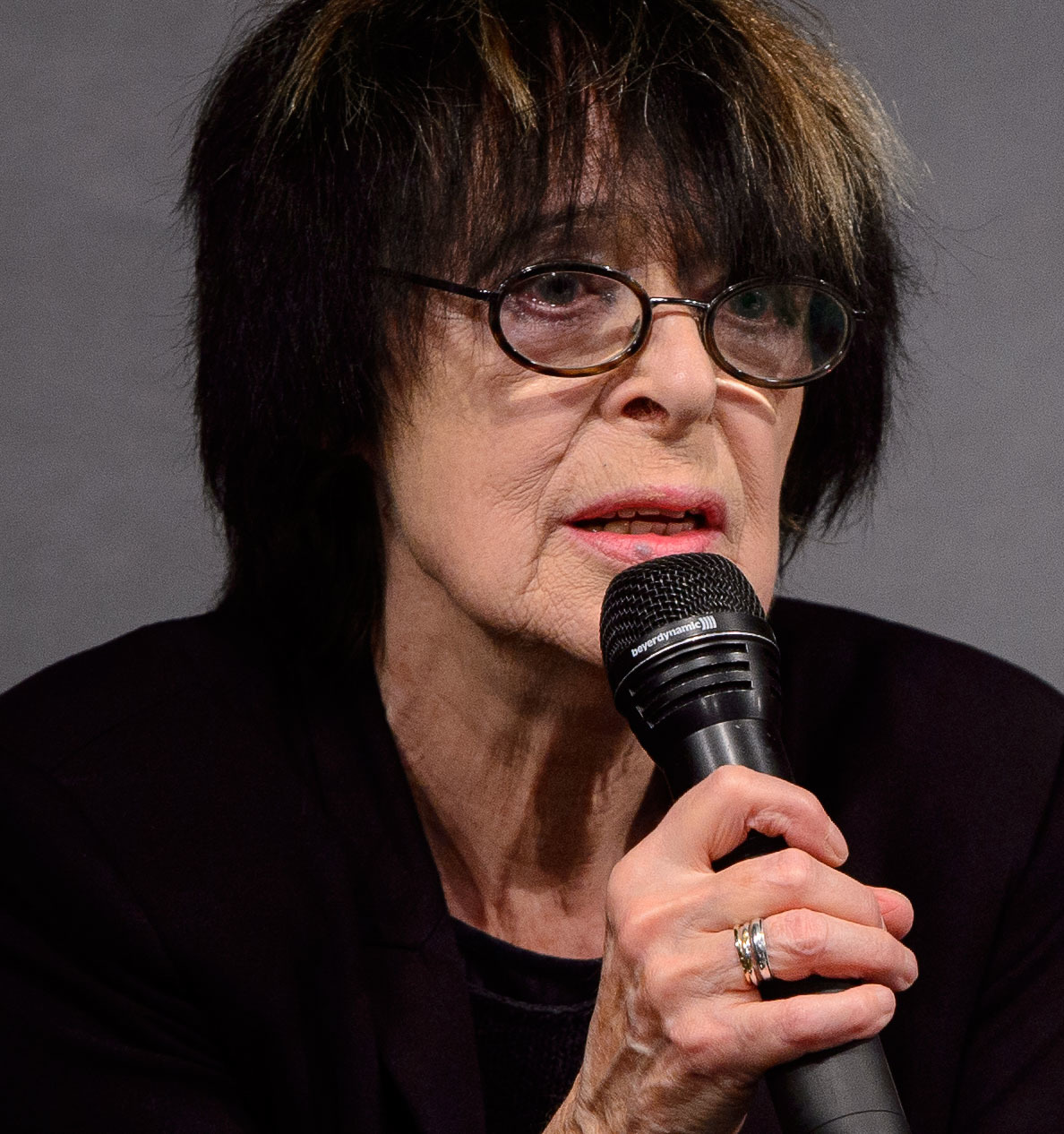
Christina Thürmer-Rohr 2014 bei der Premiere des Films anfangen von Gerd Conradt über ihr Leben

Christina Thürmer-Rohr (geborene Christina Rohr, am 17. November 1936 in Arnswalde) ist eine deutsche Sozialwissenschaftlerin, feministische Theoretikerin und Musikerin. Sie gehört zu den Pionierinnen für Frauen- und Geschlechterforschung an deutschsprachigen Hochschulen. Bis zu ihrer Emeritierung 2005 lehrte und forschte sie als Professorin für Erziehungswissenschaften an der Technischen Universität Berlin und gründete dort 1976 den ersten Studienschwerpunkt Frauenforschung. Sie unterrichtete Feministische Theorie, Menschenrechte und Erinnerungskultur.
Bekannt wurde sie insbesondere durch den Begriff der Mittäterschaft von Frauen, mit dem sie die Mitbeteiligung bzw. Komplizenschaft von Frauen an der institutionalisierten Herrschaft des Patriarchats bezeichnete.

## Leben und Werk
Thürmer-Rohr wurde 1936 als Tochter des evangelischen Ortspfarrers in Arnswalde geboren. Ihr Vater war überzeugter Nationalsozialist, der sich freiwillig zum Dienst in der Wehrmacht gemeldet hatte und 1941 in Russland fiel. Sie hat eine Schwester. Ihre Kindheit weist die Prägungen vieler deutscher Kriegskinder auf. Ihre Mutter siedelte mit den Töchtern 1943 zunächst nach Oetinghausen und 1945 nach Bielefeld (Evangelische Krankenanstalt Bethel, Bielefeld) um, wo Thürmer-Rohr das Abitur machte. Sie studierte ab 1956 zunächst Germanistik und Romanistik und ab 1957 Psychologie und Philosophie (Diplom). Von 1961 bis 1964 promovierte sie als Stipendiatin der Studienstiftung des Deutschen Volkes zum Thema „Kontaktbegriff und Kontaktdiagnose“ und arbeitete in der Psychologischen Beratungsstelle der Stadt Ludwigshafen. Von 1964 bis 1969 arbeitete sie als wissenschaftliche Assistentin am Institut für Psychologie der Technischen Universität Berlin und übernahm ab 1966 die Leitung der angegliederten Psychologischen Beratungsstelle.
1969 wurde sie Assistenzprofessorin am Psychologischen Institut der TU Berlin und beteiligte sich als Lehrbeauftragte im Fachbereich Architektur und Stadtplanung an zahlreichen Stadtplanungs- und Sanierungsprojekten. 1972 wurde sie Professorin an der Pädagogischen Hochschule Berlin am Institut für Sozialpädagogik. Sie heiratete, hieß fortan Christina Thürmer-Rohr und bekam einen Sohn. 1976 gründete sie den Studienschwerpunkt Frauenforschung an der PH Berlin und wurde außerdem Mitbegründerin und Vorstand des Vereins „Sozialwissenschaftliche Forschung und Praxis für Frauen e. V.“ in Köln. Von 1979 bis 1983 war sie Mitglied der Rockband „Außerhalb“ (experimenteller Rock). Ab 1979 engagierte sie sich in der außeruniversitären feministischen und politischen Bildungsarbeit sowie im Verein zur Förderung des Schutzes mißhandelter Frauen e. V.
1980 wurde sie Professorin an der Technischen Universität Berlin im Fachbereich Erziehungswissenschaften. Hier waren ihre Studien- und Forschungsschwerpunkte Feministische Theorie, Menschenrechte und Erinnerungskultur. Musikalisch folgten ab 1983 gemeinsame Projekte und Auftritte mit der Pianistin und späteren Lebensgefährtin Laura Gallati (Klassische und experimentelle Musik für zwei Klaviere), mit der sie ab 2003 den Verein Akazie 3 gründete als „Forum zum politischen und musikalischen Denken“.
Gastprofessuren führten sie 1986 an die Universität Fribourg (Thema Politische Theorie von Hannah Arendt), 2001 an die Universität Salzburg (Thema Gender-Forschung). Von 2010 bis 2016 war sie Mitglied der Jury des Hannah-Arendt-Preises für politisches Denken.
Der Film anfangen (2014) von Gerd Conradt beschreibt Momente aus dem Leben von Christina Thürmer-Rohr.

## Zitat zur Mittäterschaft von Frauen
„Frauen werden nicht nur unterdrückt, missbraucht und in ein schädigendes System verstrickt, sondern steigen auch eigentätig ein, gewinnen Privilegien, ernten fragwürdige Anerkennung und profitieren von ihren Rollen, sofern sie sie erfüllen. Frauen sind nicht nur durch gemeinsame Leiderfahrungen geprägt, sondern auch durch direkte und indirekte Zustimmung zur Höherwertung des Mannes und zur Entlastung gesellschaftlicher Täter. Diese Bereitschaft zur Duldung, Unterstützung oder Nichtzuständigkeit ist der Triumph, den die Patriarchate feiern können.“

## Schriften (Auswahl)
- Verhaltensänderung. Psychologische Theorien der Veränderung menschlichen Verhaltens. München 1972, ISBN 978-3-485-03206-3.
- Aus der Täuschung in die Ent-Täuschung. In: Beiträge zur feministischen Theorie und Praxis, Bd. 8, 1983.
- Die Gewohnheit des falschen Echos. In: Beiträge zur feministischen Theorie und Praxis. Neue Heimat Therapie, Bd. 7, 1986.
- Vagabundinnen. Feministische Essays. Orlanda, Berlin 1987, ISBN 978-3-922166-28-3.
- Mittäterschaft und Entdeckungslust. Studienschwerpunkt Frauenforschung am Institut für Sozialpädagogik der TU Berlin (Hrsg.), Berlin 1989, ISBN 978-3-922166-48-1.
- Jede Sache hat so viele Seiten, als Menschen an ihr beteiligt sind – Zur Bedeutung des Dialogs im politischen Denken von Hannah Arendt. In: Elisabeth Conradi, Sabine Plonz (Hrsg.): Tätiges Leben – Pluralität und Arbeit im politischen Denken von Hannah Arendt. SWI, Bochum 2000, S. 45–66, ISBN 978-3-925895-69-2.
- Geschlechterdemokratie. In: Heinrich-Böll-Stiftung (Hrsg.): Geschlechterdemokratie – Vielfalt der Visionen – Visionen der Vielfalt. Berlin 2001, S. 21–33, ISBN 978-3-927760-39-4.
- Veränderungen der feministischen Gewatdebatte in den letzten 30 Jahren. In: Antje Hilbig, Claudia Kajatin, Ingrid Miethe (Hrsg.): Frauen und Gewalt – Interdisziplinäre Untersuchungen zu geschlechtsgebundener Gewalt in Theorie und Praxis. Würzburg 2003, S. 17–29 ISBN 978-3-8260-2362-0.
- Mittäterschaft von Frauen: Die Komplizenschaft mit der Unterdrückung. In: Ruth Becker, Beate Kortendiek (Hrsg.): Handbuch Frauen- und Geschlechterforschung. VS Verlag für Sozialwissenschaften, Wiesbaden 2004, S. 85–90, ISBN 978-3-531-14278-4.
- Zur Mittäterschaft von Frauen: Frauen in Gewaltverhältnissen. In: Ilse Lenz (Hrsg.): Die Neue Frauenbewegung in Deutschland – Ausgewählte Quellen. VS Verlag für Sozialwissenschaften, Wiesbaden 2009, S. 77–83, ISBN 978-3-531-16764-0.
- Das Böse; Öffentlichkeit, Privatheit; Verstehen. In: Wolfgang Heuer, Bernd Heiter, Stefanie Rosenmüller (Hrsg.): Arendt Handbuch. Leben – Werk – Wirkung. J.B. Metzler, Stuttgart 2011, S. 270–271, 303–304, 328–330. ISBN 978-3-476-05319-0.
- Gesichter des Schweigens: Der Feminismus und das Kassandra-Syndrom. In: Jacob Guggenheimer, Utta Isop, Doris Leibetseder, Kirstin Mertrisch (Hrsg.): „When we were gender...“ – Geschlechter erinnern und vergessen. Transcript, Bielefeld 2013, S. 171–189. ISBN 978-3-8376-2397-0.
- Fremdheiten und Freundschaften. Transcript, Bielefeld 2019, ISBN 978-3-8376-4826-3.